# Megaselia pachydactyla
Megaselia pachydactyla är en tvåvingeart som beskrevs av Schmitz 1953. Megaselia pachydactyla ingår i släktet Megaselia och familjen puckelflugor. Inga underarter finns listade i Catalogue of Life.